# Армандс Звірбуліс
Армандс Звірбуліс (латис. Armands Zvirbulis; нар. 11 вересня 1987, Гулбене, Латвійська РСР, СРСР) — латвійський борець вільного стилю, багаторазовий призер престижних міжнародних турнірів, чемпіон Європи серед юніорів, учасник Олімпійських ігор.

## Життєпис
Боротьбою почав займатися з 1998 року. У 2007 році став чемпіоном Європи серед юніорів.
Виступає за борцівський клуб «V. Freidenfelds BCSK» Рига. Тренер — Вісвалдіс Фрейденфельдс.

## Спортивні результати на міжнародних змаганнях

### Виступи на Олімпіадах
| Змагання                    | Збірна | Вагова категорія          | Місце |
| --------------------------- | ------ | ------------------------- | ----- |
| Літні Олімпійські ігри 2012 | Латвія | вільна боротьба, до 84 кг | 10    |

### Виступи на Чемпіонатах світу
| Змагання                        | Збірна | Вагова категорія          | Місце |
| ------------------------------- | ------ | ------------------------- | ----- |
| Чемпіонат світу з боротьби 2009 | Латвія | вільна боротьба, до 84 кг | 19    |
| Чемпіонат світу з боротьби 2010 | Латвія | вільна боротьба, до 84 кг | 20    |
| Чемпіонат світу з боротьби 2011 | Латвія | вільна боротьба, до 84 кг | 5     |
| Чемпіонат світу з боротьби 2013 | Латвія | вільна боротьба, до 84 кг | 27    |
| Чемпіонат світу з боротьби 2015 | Латвія | вільна боротьба, до 86 кг | 9     |

### Виступи на Чемпіонатах Європи
| Змагання                         | Збірна | Вагова категорія          | Місце |
| -------------------------------- | ------ | ------------------------- | ----- |
| Чемпіонат Європи з боротьби 2008 | Латвія | вільна боротьба, до 84 кг | 18    |
| Чемпіонат Європи з боротьби 2009 | Латвія | вільна боротьба, до 84 кг | 16    |
| Чемпіонат Європи з боротьби 2010 | Латвія | вільна боротьба, до 84 кг | 9     |
| Чемпіонат Європи з боротьби 2012 | Латвія | вільна боротьба, до 84 кг | 5     |
| Чемпіонат Європи з боротьби 2013 | Латвія | вільна боротьба, до 84 кг | 9     |
| Чемпіонат Європи з боротьби 2014 | Латвія | вільна боротьба, до 86 кг | 19    |
| Чемпіонат Європи з боротьби 2016 | Латвія | вільна боротьба, до 86 кг | 13    |

### Виступи на Європейських іграх
| Змагання              | Збірна | Вагова категорія          | Місце |
| --------------------- | ------ | ------------------------- | ----- |
| Європейські ігри 2015 | Латвія | вільна боротьба, до 86 кг | 10    |

### Виступи на інших змаганнях
| Змагання                                                         | Збірна | Вагова категорія          | Місце  |
| ---------------------------------------------------------------- | ------ | ------------------------- | ------ |
| Олімпійський кваліфікаційний турнір з боротьби 2008 (Мартіні)    | Латвія | вільна боротьба, до 84 кг | 8      |
| Кубок Великої Британії з боротьби 2010                           | Латвія | вільна боротьба, до 84 кг | Срібло |
| Меморіал Вацлава Циолковського 2011                              | Латвія | вільна боротьба, до 84 кг | 15     |
| Турнір Олександра Медведя 2012                                   | Латвія | вільна боротьба, до 84 кг | 9      |
| Київський Міжнародний турнір з боротьби 2013                     | Латвія | вільна боротьба, до 84 кг | 13     |
| Турнір Олександра Медведя 2013                                   | Латвія | вільна боротьба, до 84 кг | Бронза |
| Гран-прі Німеччини з боротьби 2013                               | Латвія | вільна боротьба, до 84 кг | 5      |
| Літня Універсіада 2013                                           | Латвія | вільна боротьба, до 84 кг | 23     |
| Меморіал Вацлава Циолковського 2013                              | Латвія | вільна боротьба, до 84 кг | 5      |
| Henri Deglane Challenge 2013                                     | Латвія | вільна боротьба, до 84 кг | Срібло |
| Золотий Гран-прі з боротьби 2014 (Париж)                         | Латвія | вільна боротьба, до 86 кг | 5      |
| Турнір Олександра Медведя 2014                                   | Латвія | вільна боротьба, до 86 кг | 22     |
| Турнір Алі Алієва 2014                                           | Латвія | вільна боротьба, до 86 кг | 25     |
| Гран-прі Німеччини з боротьби 2014                               | Латвія | вільна боротьба, до 86 кг | Бронза |
| Гран-прі Іспанії з боротьби 2014                                 | Латвія | вільна боротьба, до 86 кг | 7      |
| Золотий Гран-прі з боротьби 2014 (Баку)                          | Латвія | вільна боротьба, до 86 кг | 12     |
| Турнір Олександра Медведя 2015                                   | Латвія | вільна боротьба, до 86 кг | 16     |
| Турнір Дана Колова — Николи Петрова 2015                         | Латвія | вільна боротьба, до 86 кг | 8      |
| Меморіал Вацлава Циолковського 2015                              | Латвія | вільна боротьба, до 86 кг | 20     |
| Олімпійський кваліфікаційний турнір з боротьби 2016 (Зренянин)   | Латвія | вільна боротьба, до 86 кг | Бронза |
| Олімпійський кваліфікаційний турнір з боротьби 2016 (Улан-Батор) | Латвія | вільна боротьба, до 86 кг | 22     |
| Олімпійський кваліфікаційний турнір з боротьби 2016 (Стамбул)    | Латвія | вільна боротьба, до 86 кг | Бронза |